# Талабск
Талабск (иногда остров им. Залита) — один из островов архипелага Талабские острова в восточной части Псковского озера.
Площадь территории составляет 0,62 км². Единственным населённым пунктом на острове является деревня Остров-Залит, в честь которой часто и называют весь остров. Численность населения деревни и острова в целом по оценке на 2000 год составляет 267 человек, по данным на 2010 год — 173 человека.
Административно относится к Псковскому району и входит в межселенную территорию Залитских островов.
В 1821—1917 годах остров был центром безуездного города Александровский посад.
В советское время одноимённый острову населённый пункт Талабск был переименован в Остров имени Залита или остров Залит (Залита) — в честь одного из первых красных комиссаров учителя Яна Залита. Вслед за населённым пунктом, официально и фактически называющимся в честь комиссара, за островом и в краеведческой литературе, и в официальных документах, и среди жителей распространены как исконное название острова (Талабск), так и одноимённое населённому пункту (о. им. Залита), однако военно-топографические и картографические источники отдают предпочтение исконному названию острова — Талабск.
Известность остров получил благодаря тому, что с 1958 по 2002 года в храме святителя Николая на этом острове служил почитаемый православными верующими протоиерей Николай Гурьянов. В 2002 году он был похоронен на этом острове и деревне. На его могилу совершаются паломничества.

## Галерея

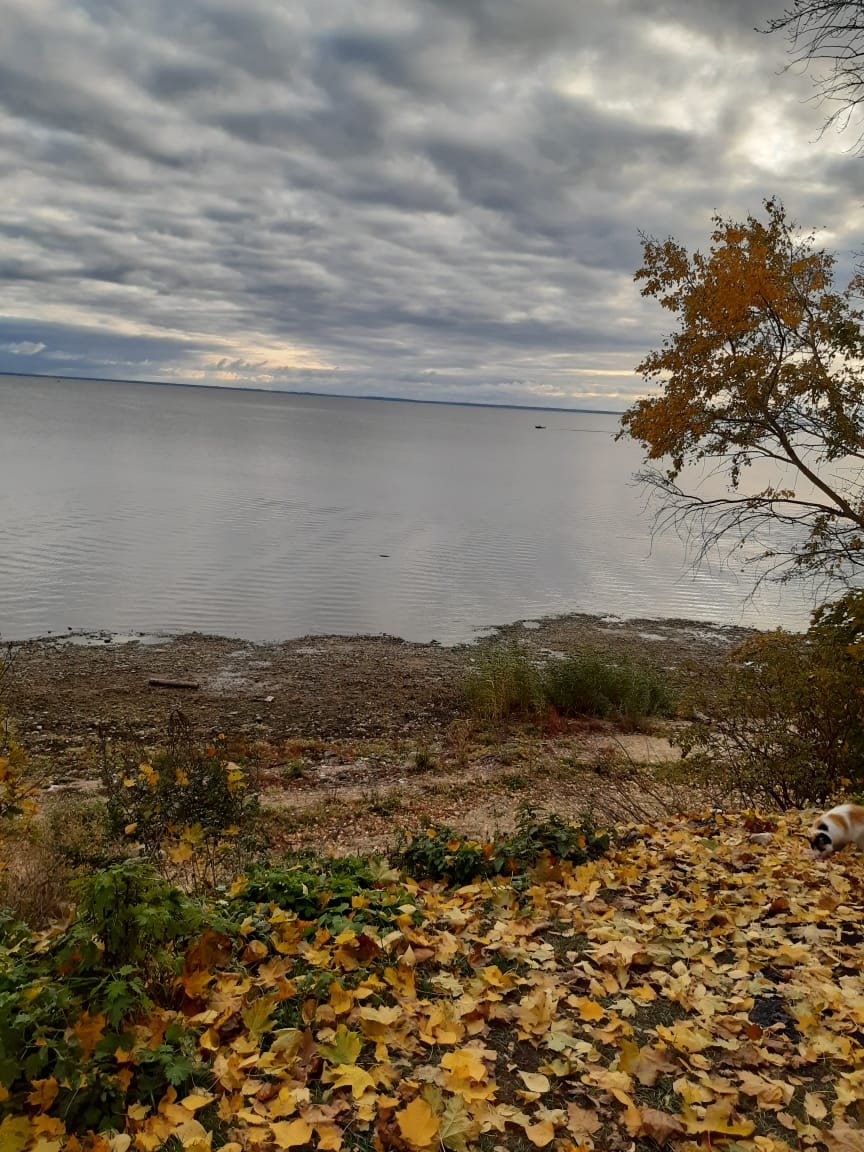
Вид на Псковское озеро с острова
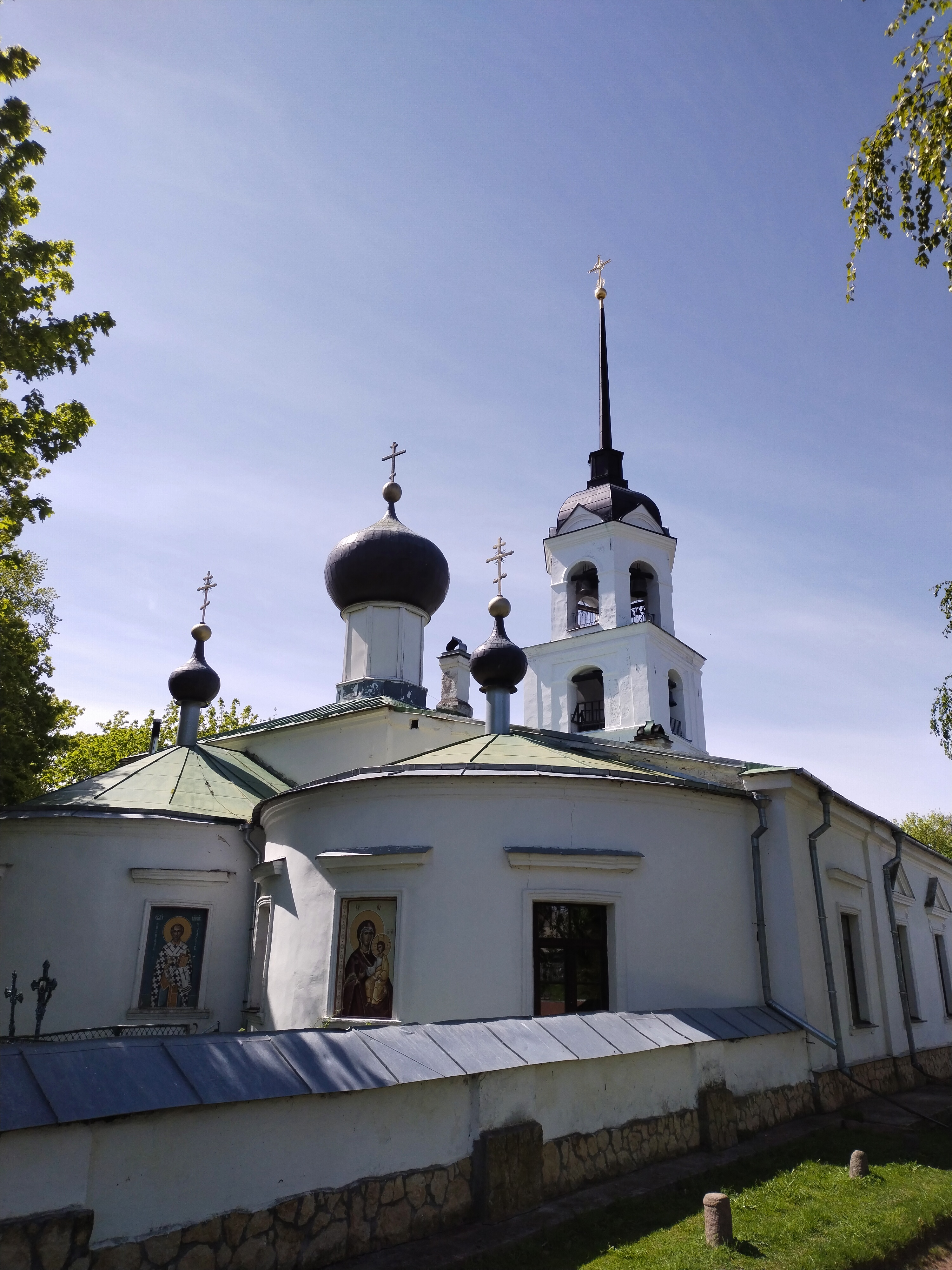
Храм святого Николая в деревне имени Залита. Построен в 1792 году
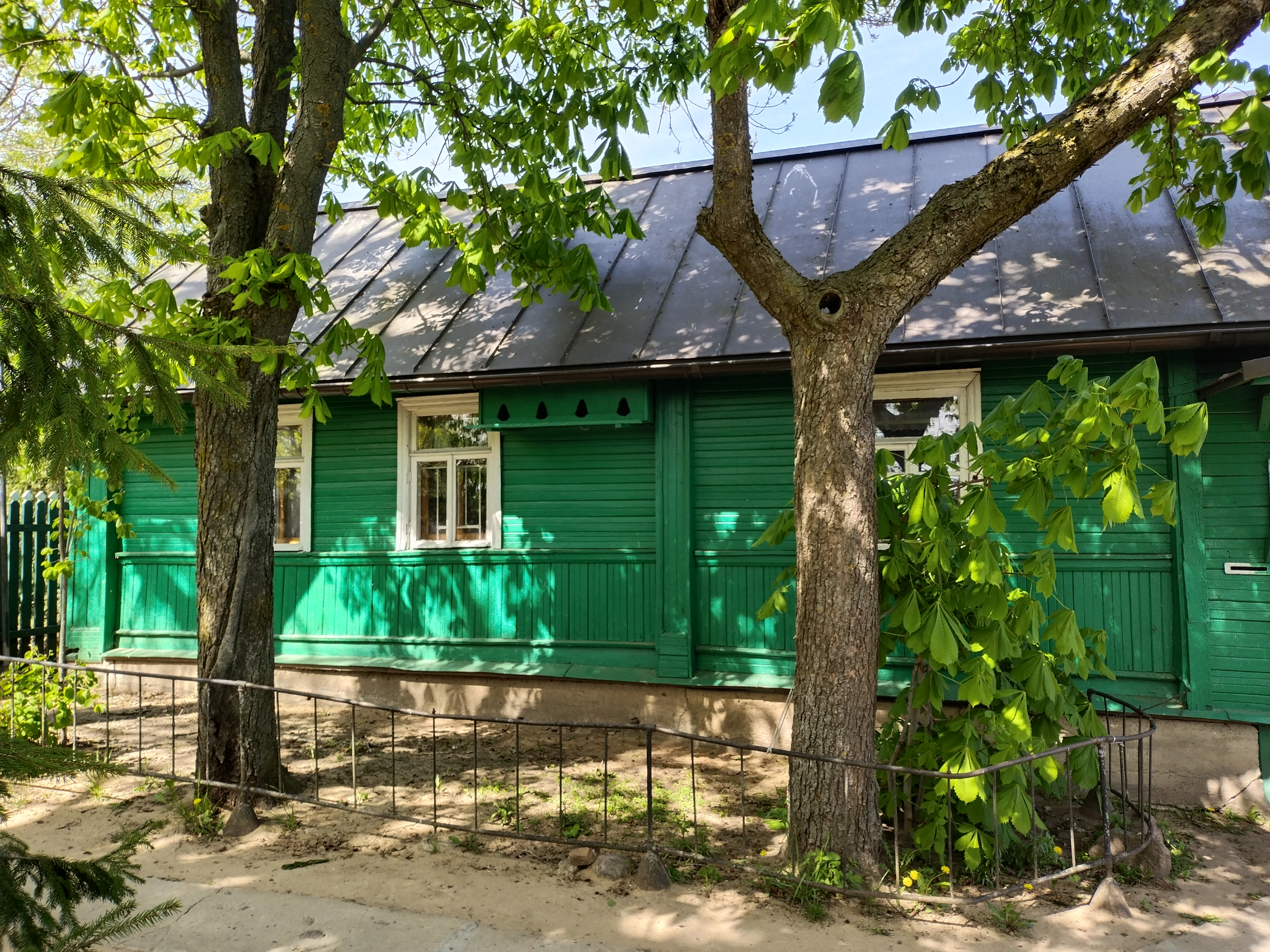
Дом-музей Николая Гурьянова
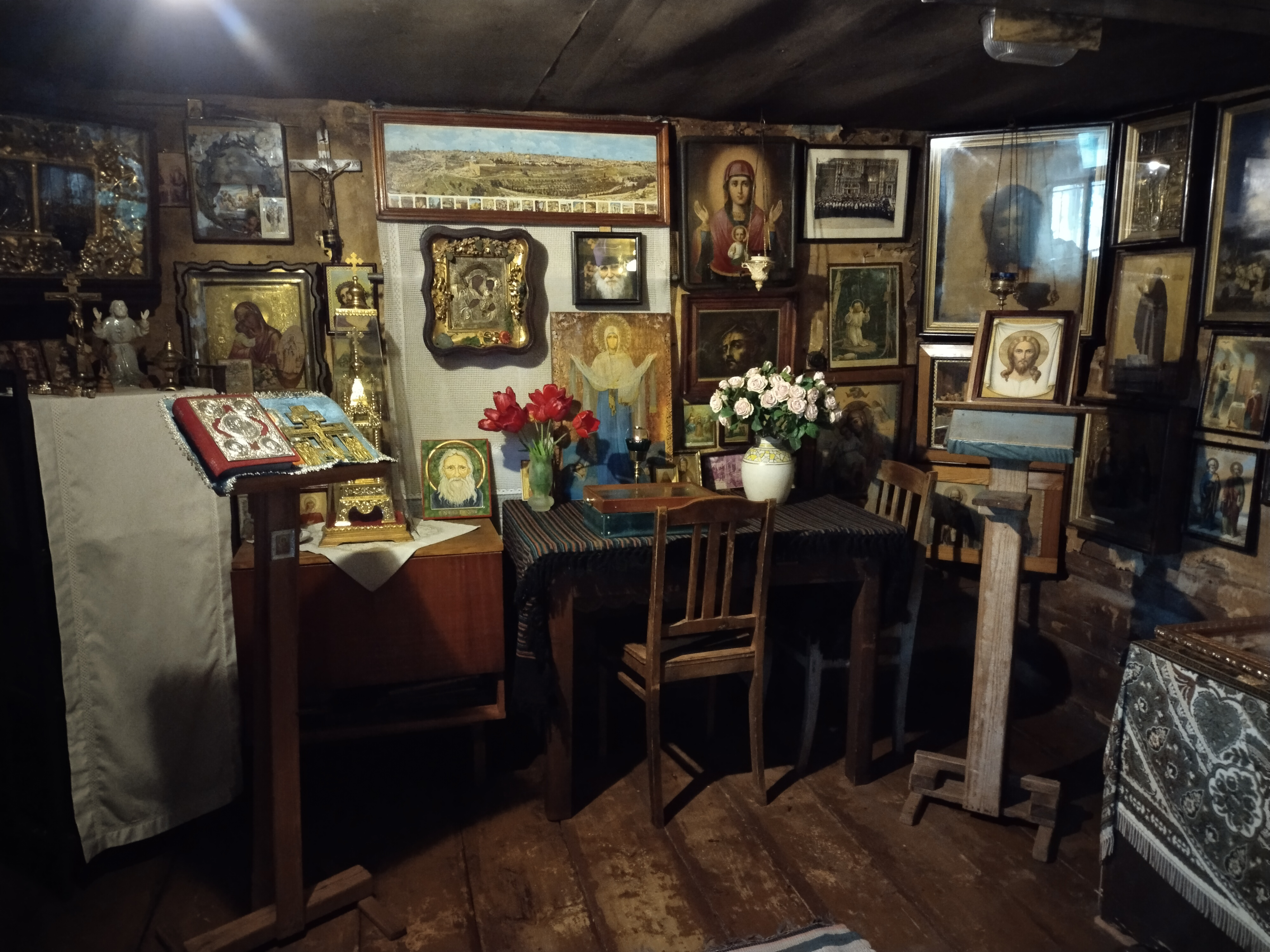
Интерьер дома-музея Николая Гурьянова
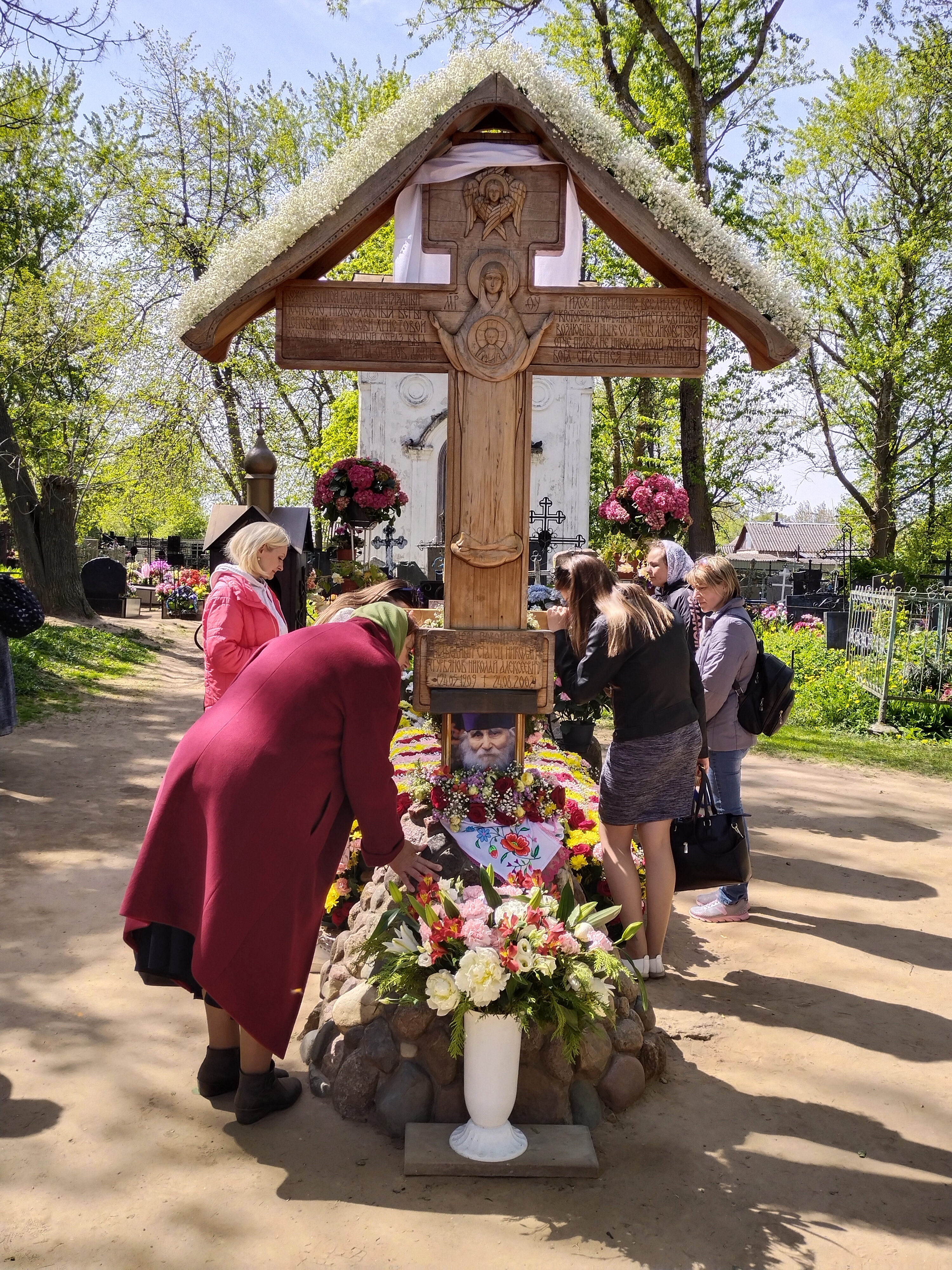
Могила Николая Гурьянова
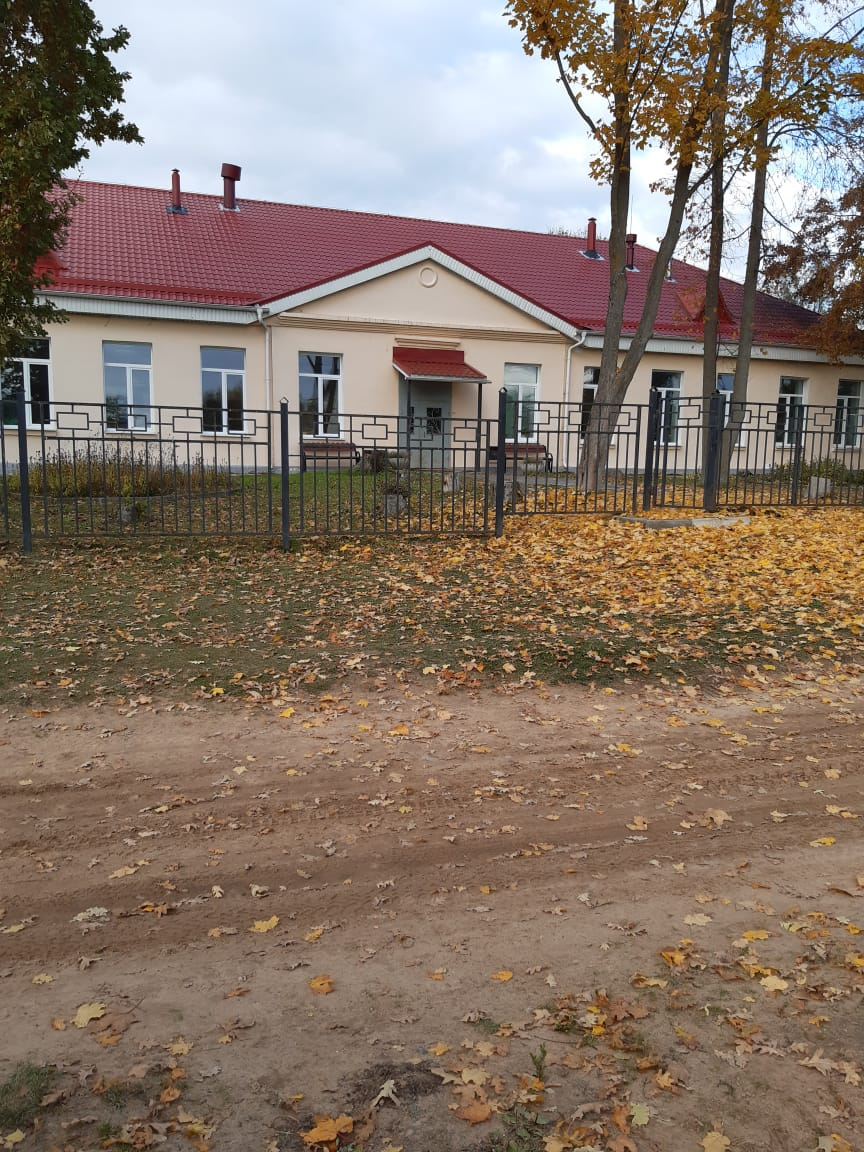
Школа на острове Талабск